# Rättiselkä
Rättiselkä är en kulle i Finland. Den ligger i Rovaniemi i landskapet Lappland, i den norra delen av landet, 700 km norr om huvudstaden Helsingfors. Toppen på Rättiselkä är 202 meter över havet.
Terrängen runt Rättiselkä är huvudsakligen platt. Runt Rättiselkä är det mycket glesbefolkat, med 2 invånare per kvadratkilometer.